# NGC 3053
NGC 3053 je galaksija u zviježđu Lavu.

## Vanjske poveznice
- SEDS: NGC 3053